# Бабич, Николай Евгеньевич
Никола́й Евге́ньевич Ба́бич (22 декабря 1948, Москва — 26 февраля 2025) — российский дипломат. Чрезвычайный и полномочный посланник 1 класса (2013).

## Биография
Окончил МГИМО МИД СССР (1971). Владел испанским и английским языками. На дипломатической работе с 1971 года.
- В 1972—1975 годах — сотрудник Посольства СССР в Колумбии.
- В 1978—1980 годах — сотрудник Посольства СССР в Перу.
- В 1985—1991 годах — сотрудник Посольства СССР на Кубе.
- В 1991—1995 годах — советник, заведующий отделом Департамента Северной Америки МИД России.
- В 1995—1999 годах — советник Посольства России в США.
- В 1999—2002 годах — заместитель директора Департамента Северной Америки МИД России.
- В 2002—2005 годах — старший советник Посольства России в США.
- В 2005—2008 годах — заместитель директора Департамента внешнеполитического планирования МИД России.
- В 2008—2011 годах — генеральный консул России в Хьюстоне.
- С 4 октября 2011 по 3 октября 2017 года — чрезвычайный и полномочный посол России в Гватемале[2][3].

## Дипломатический ранг
Чрезвычайный и полномочный посланник 1 класса (15 августа 2013).

## Семья
Сын футболиста и хоккеиста Евгения Бабича (1921—1972). Был женат, имел двоих дочерей.

## Награды и почётные звания
- Медаль «В память 850-летия Москвы» (1998).
- Медаль ордена «За заслуги перед Отечеством» II степени (6 апреля 2004) — За большой вклад в разработку и реализацию внешнеполитического курса Российской Федерации[7].
- Почётная грамота Министерства иностранных дел Российской Федерации (2008).
- Знак отличия «За безупречную службу» XXX лет (18 августа 2009) — За большой вклад в реализацию внешнеполитического курса Российской Федерации и многолетнюю дипломатическую службу[8].
- Почётный гражданин Хьюстона (21 июня 2011)[9].
- Благодарность Министерства иностранных дел Российской Федерации (2013).